# Ngưỡng Sơn Huệ Tịch
Ngưỡng Sơn Huệ Tịch (zh. yǎngshān huìjì 仰山慧寂, ja. kyōzan ejaku), 807-883, là Thiền sư Trung Quốc, môn đệ lừng danh của Quy Sơn Linh Hựu và là người cùng thầy khai sáng tông Quy Ngưỡng. Trí huệ và kinh nghiệm giác ngộ thâm sâu của sư nổi danh trong thiền giới thời đó nên sư cũng có biệt danh là "Tiểu Thích-ca." Môn đệ hàng đầu của sư là Nam Tháp Quang Dũng, Vô Trước Văn Hỉ và Tây Tháp Quang Mục. Trước tuổi 20, sư yết kiến và trau dồi kinh nghiệm với nhiều ngôi sao sáng trong Thiền tông và đã mang danh là một thiền sinh xuất sắc. Dưới sự hướng dẫn của Quy Sơn, sư đạt yếu chỉ thiền.

## Cơ duyên
Sư họ Diệp, quê ở Hoài Hoá, Thiều Châu. sư muốn xuất gia nhưng cha mẹ không cho, bèn chặt hai ngón tay, thệ nguyện cầu chính pháp để đáp ân nghĩa. Cha mẹ đành cho phép. Chưa thụ giới cụ túc, sư đã đi du phương.
Đến Thiền sư Thạch Sương Tính Không, nghe một vị tăng hỏi Tính Không: "Thế nào là ý Tổ sư từ phương Tây sang?" Tính Không liền đáp: "Như người trong giếng sâu ngàn thước, người này chẳng nhờ một tấc dây mà ra được, người này trả lời được." Câu trả lời này cứ quấn mãi tâm Sư. Đến Đam Nguyên Ứng Chân, sư hỏi: "Thế nào là người trong giếng ra được?" Đam Nguyên liền đáp: "Đồ ngốc! Ai ở trong giếng?" Dù sư chưa hiểu nhưng vẫn được Đam Nguyên truyền cho cách sử dụng 97 viên tướng để hoằng hoá, một phương pháp quan trọng để hướng dẫn môn đệ sau này trong tông Quy Ngưỡng.
Đến Quy Sơn Linh Hựu, Quy Sơn hỏi: 
"Ngươi là Sa-di có chủ hay không chủ?"
Sư thưa: "Có chủ."
Quy Sơn lại hỏi: "Chủ ở chỗ nào?"
Sư từ bên Đông sang bên Tây đứng, Quy Sơn biết môn đệ thượng hạng.
Sư trình lại câu hỏi "Thế nào ra khỏi giếng ngàn thước không cần dây."
Quy Sơn hét: "Huệ Tịch!"
Sư ứng: "Dạ."
Quy Sơn bảo: "Ra rồi!"
Nhân đây, sư đại ngộ triệt để, lại hỏi: 
"Thế nào là chỗ trụ của chư Phật?"
Quy Sơn bảo: "Dùng cái diệu tư (nghĩ nhớ) mà không tư, xoay cái tư tinh anh sáng suốt vô cùng. Tư hết, trở về nguồn, nơi tính tướng thường trụ, sự lý không hai, Chân Phật như như."
Sư trút sạch hồ nghi nơi đây, ở lại hầu hạ Quy Sơn.
Sư đến phiên chăn trâu sườn núi, thấy một vị tăng lên núi không bao lâu trở xuống, Nghe sư hỏi vì sao, vị tăng thuật lại: "Hoà thượng hỏi tôi tên gì, tôi thưa Quy Chân, Hoà thượng hỏi Quy Chân ở đâu, tôi đáp không được." Sư bảo vị tăng, nếu Quy Sơn hỏi như vậy nữa thì trả lời "Quy Chân ở trong mắt, trong tai, trong mũi." Vị tăng lại lên núi ra mắt Quy Sơn. Quy Sơn hỏi lại như trước, vị tăng trả lời như sư đã dạy và bị Quy Sơn quở: "Kẻ nói suông vô ích, đây là lời của thiện tri thức đứng đầu 500 người!"
Sư và thầy đồng tình đồng ý như hai cha con nên người đời cũng nói rằng "Hai cha con hát bằng một miệng." Sư học hỏi nơi Quy Sơn 15 năm, trước về Vương Mãn, sau về Ngưỡng Sơn trụ trì, người người đua nhau đến học.

## Pháp ngữ

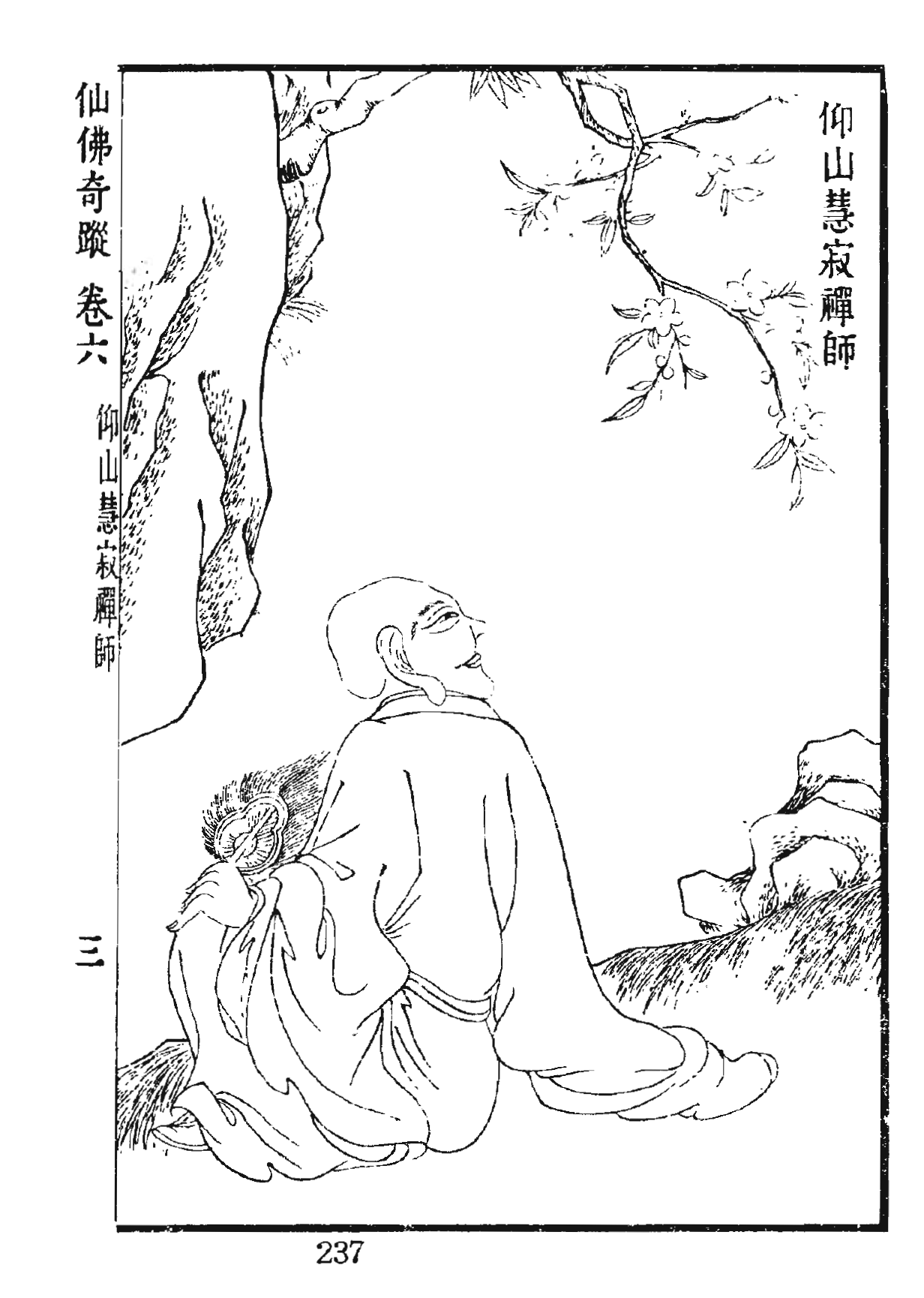
Ngưỡng Sơn Huệ Tịch

Sư thượng đường dạy chúng: 
"Hết thảy các ngươi, mỗi người tự hồi quang phản quán, chớ ghi ngôn ngữ của ta. Các ngươi từ kiếp vô thủy đến giờ trái sáng hợp tối, gốc vọng tưởng quá sâu khó nhổ mau được. Do đó giả lập phương tiện dẹp thức thô của các ngươi, như đem lá vàng dỗ con nít khóc, có cái gì là phải? Như các người bán hàng hoá cùng bán vàng lập phố. Bán hàng hoá thì chỉ nghĩ thích hợp với người mua. Vì thế, nói 'Thạch Đầu là phố chân kim, chỗ ta là phố tạp hoá.' Có người đến tìm phân chuột ta cũng bết phân chuột cho, kẻ khác đến cầu chân kim ta cũng trao cho... Tìm hỏi thì có trao đổi, chẳng tìm hỏi thì không ta. Nếu nói bên thân Thiền tông cần một người làm bạn cũng không, huống là có năm bảy trăm chúng. Nếu ta nói Đông nói Tây, ắt giành nhau lượm lặt, như đem nắm tay không để lừa gạt con nít, trọn không có thật. Nay ta nói rõ các ngươi, việc bên cạnh thánh, chớ đem tâm nghĩ tính, chỉ nhằm vào biển tính của chính mình mà tu hành như thật..."
Sư trước ở Ngưỡng Sơn, sau dời về Quan Âm chỉ dạy tăng chúng.
Sắp tịch, sư làm bài kệ: 
一二二三子
平目復仰視
兩口一無舌
即是吾宗旨
Nhất nhị nhị tam tử
Bình mục phục ngưỡng thị
Lưỡng khẩu nhất vô thiệt
Tức thị ngô tông chỉ.
Một hai hai ba con
Mắt thường lại ngước xem
Hai miệng một không lưỡi
Đây là tông chỉ ta.
Nói xong, sư ngồi hai tay bó gối viên tịch, thọ 77 tuổi. Vua phong danh hiệu Trí Thông Thiền sư. Những lời khuyên dạy của sư được ghi trong Viên Châu Ngưỡng Sơn Huệ Tịch Thiền sư ngữ lục.